# Marmirolo
Marmirolo – miejscowość i gmina we Włoszech, w regionie Lombardia, w prowincji Mantua.
Według danych na rok 2004 gminę zamieszkiwało 7230 osób, 172,1 os./km².